# Disparador Schmitt
Em eletrônica, um disparador Schmitt é um circuito comparador incorporado de realimentação positiva. Quando o nível de tensão de entrada é maior que um limiar escolhido, a saída está em nível alto; quando a entrada está abaixo de outro limiar, a saída está em nível baixo; quando a entrada se encontra entre os dois limiares , a saída retem o valor anterior até a entrada se alterar suficientemente para mudar o estado do disparador. A ação dos dois limiares é chamada de histerese.Ele converte um sinal senoidal ou de outras formas de onda (dente de serra, triangular, etc) num sinal retangular.
O benefício de um disparador Schmitt sobre um circuito com somente um ponto limiar de entrada é uma estabilidade maior (imunidade ao ruído). Com somente um ponto de limiar de entrada, um sinal ruidoso operando próximo a esse ponto, poderia fazer com que a saída ficasse comutando rapidamente,  acima e abaixo do ruido, sozinha. Um sinal de entrada ruidoso no disparador de Schmitt perto de um ponto limiar poderia causar somente uma mudança no valor de saída, depois do qual teria que ultrapassar o outro limiar para causar uma nova mudança na saída.Os disparadores Schmitt são de grande utilidade na conversão de sinais analógicos ou de sensores em sinais digitais que possam ser utilizados por circuitos lógicos, microcontroladores, microprocessadores e DSPs.

## Invenção
O disparador de Schmitt foi inventado pelo cientista Otto Herbert Schmitt nos Estados Unidos em 1934, quando era apenas um estudante de graduação. Seria descrito mais tarde em sua tese de doutorado como um disparador.

## Construção
Os disparadores de Schmitt são construídos tipicamente em torno de Amplificadores Operacionais, conectados à realimentação positiva ao invés da usual realimentação negativa, embora eles possam elaborados a partir de transistoresou circuitos integrados como o CI 555, CMOS ou TTL.